# II Premis de Cinematografia de la Generalitat de Catalunya
Els II Premis de Cinematografia de la Generalitat de Catalunya foren convocats pel Departament de Cultura de la Generalitat de Catalunya el 1983. Aquests premis tenien la doble missió d'estimular la quantitat i abonar la normalització lingüística, a part dels ajuts institucionals que rebien totes les pel·lícules fetes per productores de cinema catalanes. Hi podien participar tots els films produïts a Catalunya i estrenats en català entre el 30 d'octubre de 1982 i el 30 de setembre de 1983. Es van concedir un total de 8 premis, tots amb dotació econòmica, per un total de 10.250.000 milions de pessetes. Tanmateix, com que el premi al millor llargmetratge va quedar desert, els 5.000.000 de pessetes foren destinats al Fons de Protecció de la Cinematografia.
La cerimònia d'entrega va tenir lloc a l'Hotel Ritz de Barcelona el 26 d'octubre de 1983, coincident amb la cerimònia de clausura de la Setmana del Cinema, fou presentada pels actors Sílvia Munt i Pep Torrents i va comptar amb la presència del conseller de cultura de la Generalitat Max Cahner, la directora general de Cinematografia Pilar Miró i el director general de Cinematografia de la Generalitat, Jordi Maluquer i Bonet.

## Guardons
| Categoria | Premiat                                                                             | Premi          |
| --- | ----------------------------------------------------------------------------------- | -------------- |
| Premi al millor llargmetratge | desert                                                                              | 5.000.000 ptes |
| Premi al millor curtmetratge | Idil·li xorc de Romà Guardiet i Bergé                                               | 1.000.000 pts  |
| Premi a la distribuïdora que més ha contribuït a la difusió del cinema en català                                                        | Distribucions Imatge                                                                | 1.000.000 pts  |
| Premi a la millor sala exhibidora de l'àrea metropolitana de Barcelona que més ha contribuït a la promoció del cinema en català         | Cinema Ars                                                                          | 1.000.000 pts  |
| Premi a la millor sala exhibidora de fora de l'àrea metropolitana de Barcelona que més ha contribuït a la promoció del cinema en català | Casal de l'Espluga de Francolí                                                      | 1.000.000 pts  |
| Premi a la millor contribució personal o col·lectiva que incrementi el patrimoni cinematogràfic de Catalunya                            | Antoni Ribas i Piera                                                                | 500.000 pts    |
| Premi a un tècnic, actor o actriu per la seva intervenció en pel·lícules catalanes                                                      | Llorenç Soler, director de fotografia de Com un adéu i El viatge a l'última estació | 500.000 pts    |
| Premi al cine-club que s'hagi destacat en la seva tasca de formació                                                                     | Cine Club Torroellenc                                                               | -              |